# Talib Kweli
Talib Kweli Greene (New York, 3 ottobre 1975) è un rapper statunitense, è cresciuto nel quartiere Clinton Hill di Brooklyn.
È uno dei più importanti esponenti dell'hip hop nella East Coast, spesso acclamato dalla critica avendo avuto un significativo successo in produzioni del genere (l'album Blackstar è stato 13º nei Top Hip-Hop Albums della Billboard Music Charts). Il suo nome in arabo significa "il cercatore" oppure "studente", mentre Kweli viene dal Ghana e significa "verità" o "conoscenza". I suoi genitori sono entrambi professori al college: la madre di letteratura inglese, il padre di sociologia.

## Biografia
Fin dalla scuola elementare mostra di possedere una notevole scioltezza letteraria, compone storie e poesie. Fin da giovane, è stato spinto al genere da rapper propugnatori dell'afrocentrismo, come i De La Soul e gli altri membri della Native Tongues Posse, durante gli anni del liceo si converte completamente alla cultura hip hop, come via per l'espressione di sé stesso. In questo contesto fa la conoscenza di Mos Def, e durante un viaggio a Cincinnati il ragazzo fa la conoscenza di Tony Cottrell, meglio conosciuto come DJ Hi-Tek, militante nel gruppo dei Mood, e le rime di Talib lo impressionano a tal punto da volere una sua partecipazione nell'album della sua crew, Doom nel 1997.
La forte intesa tra i due sfocia nel duo Reflection Eternal, che pubblica il singolo Fortified Live, singolo che verrà poi inserito nella compilation Soundbombing dell'etichetta Rawkus Records, specializzata in hip hop. Nel 1998 Mos Def partecipa alla collaborazione del duo e nasce Mos Def & Talib Kweli Are Black Star, album che mostra lo stile del loro lavoro anche futuro: riflessione e ricerca. La critica apprezza molto l'LP che non parla di donne, soldi o pistole, tipici argomenti del gangsta rap: il loro hip hop è a metà tra l'intelletto e l'azione, atmosfere ovattate e rilassanti che incorniciano le loro parole. Nel 1999 Mos Def si dedica alla carriera solista, realizzando l'album Black on Both Sides, ed i Reflection Eternal tornano alla formazione originaria, realizzano un omonimo LP nel 2000 che riceve una discreta attenzione.
Partecipano al Spitkickers Tour, aprendo concerti per Biz Markie, Common, Pharoahe Monch, De La Soul; all'Okayplayer Tour si esibiscono assieme ai Dead Prez e The Roots. Nel 2002 Talib realizza il suo primo album solista dal titolo Quality, Hi-Tek ha a sua volta intrapreso una carriera solista. Le collaborazioni sono interessanti, ma quella che risalta maggiormente è quella con Kanye West, da cui nasce Get By che diventa una delle maggiori hit del rapper. Un remix con Jay-Z del singolo va in heavy rotation sulle radio nazionali, e Jay ricambia nel 2003 duettando con Talib in Moment Of Clarity.
Dopo Quality Talib si dedica a produzioni più underground, fino all'autunno del 2004, in cui esce The Beautiful Struggle che ha un consistente successo anche grazie alle collaborazioni con Mary J. Blige, Faith Evans ed Anthony Hamilton, alle produzioni ci sono Kanye West, Just Blaze ed i Neptunes. Il primo singolo è I Try, che si rivela un vero e proprio successo, seguito da Lonely People (brano extra non contenuto nell'album che riprende una traccia dei Beatles).
Recentemente il rapper statunitense ha collaborato con M-1 dei Dead Prez e con Walter "Bonnot" Buonanno degli Assalti Frontali nel pezzo "99%" del nuovo album All Power to the People.

## Discografia

### Album in studio
- 2002 - Quality
- 2004 - The Beautiful Struggle
- 2007 - Eardrum
- 2011 - Gutter Rainbows
- 2013 - Prisoner of Conscious
- 2013 - Gravitas
- 2015 - Fuck the Money
- 2017 - Radio Silence

### Raccolte
- 2005 - Right About Now: The Official Sucka Free Mix CD

### Album collaborativi
- 1998 - Mos Def & Talib Kweli are Black Star (con Mos Def come Black Star)
- 2000 - Train of Thought (con Hi-Tek come Reflection Eternal)
- 2007 - Liberation (con Madlib)
- 2010 - Revolutions Per Minute (con Hi-Tek come Reflection Eternal)
- 2011 - Habits of the Heart (con Res come Idle Warship)
- 2015 - Indie 500 (con 9th Wonder)
- 2017 - The Seven (EP con Styles P)

### Mixtape
- 2004 - The Beautiful Mix CD
- 2005 - The Beautiful Mixtape Vol. 2: The Struggle Continues
- 2005 - Right About Now: The Official Sucka Free Mix CD – #113 nella Billboard 200[1] e #24 nella US Top R&B/Hip-Hop Albums.[2]
- 2006 - Brooklyn, Tennessee
- 2006 - Kweli: Confidential
- 2006 - Blacksmith: The Movement
- 2007 - Clinton Sparks & Talib Kweli: Get Familiar
- 2007 - Focus
- 2008 - The MCEO Mixtape
- 2009 - Party Robot (con Res come Idle Warship)
- 2009 - The Re:Union (con Hi-Tek come Reflection Eternal)
- 2010 - Early Mourning Signs
- 2011 - We Run This Vol. 7 (con Mr. E)
- 2012 - Attack the Block
- 2014 - Javotti Media Presents: The Cathedral
- 2015 - Train of Thought: Lost Lyrics, Rare Releases & Beautiful B-Sides Vol.1
- 2016 - Awful People Are Great at Parties